# President de Lituània
El President de la República de Lituània és el cap d'Estat de Lituània. Des del 19 de juliol de 2019 ostenta el càrrec Gitanas Nausėda.

## Presidents de la Primera República (1918-1940)

La Bandera de la Primera República (1918-1940)

| No. (Rep.) | Nom                                     | Títol                     | Inici                  | Fi                     | Partit |
| ---------- | --------------------------------------- | ------------------------- | ---------------------- | ---------------------- | ------ |
| -          | Consell de Lituània                     | Consell Provisional       | 2 de novembre de 1918  | 4 d'abril de 1919      | -      |
| 1.         | Antanas Smetona (Primer mandat)         | President Provisional     | 4 d'abril de 1919      | 19 de juny de 1920     | LTS    |
| 2.         | Aleksandras Stulginskis (Primer mandat) | President de la República | 19 de juny de 1920     | 7 de juny de 1926      | LKDS   |
| 3.         | Kazys Grinius                           | President de la República | 7 de juny de 1926      | 18 de desembre de 1926 | LVS    |
| 4.         | Jonas Staugaitis                        | President Provisional     | 18 de desembre de 1926 | 19 de desembre de 1926 | LVS    |
| 5.         | Aleksandras Stulginskis (Segon mandat)  | President Provisional     | 19 de desembre de 1926 | 19 de desembre de 1926 | LKDS   |
| 6.         | Antanas Smetona (Segon mandat)          | President de la República | 19 de desembre de 1926 | 15 de juny de 1940     | LTS    |
| 7.         | Antanas Merkys                          | President Provisional     | 15 de juny de 1940     | 17 de juny de 1940     | LTS    |
| 8.         | Justas Paleckis                         | President Provisional     | 17 de juny de 1940     | 21 de juliol de 1940   | Cap    |

## Caps del Consell Suprem de l'RSS de Lituània(1940-1991)

Bandera de l'RSS de Lituània (1940-1991)

| No. (Rep.) | Nom                                  | Títol                  | Inici                  | Fi                     | Partit |
| ---------- | ------------------------------------ | ---------------------- | ---------------------- | ---------------------- | ------ |
| 9. (1.)    | Antanas Sniečkus (Primer mandat)     | Cap del Consell Suprem | 21 de juliol de 1940   | 24 de juny de 1941     | LKP    |
| -          | Vacant, ocupació nazi                | -                      | 24 de juny de 1941     | 13 de juliol de 1944   | -      |
| 9. (1.)    | Antanas Sniečkus (Segon mandat)      | Cap del Consell Suprem | 13 de juliol de 1944   | 22 de gener de 1974†   | LKP    |
| 10. (2.)   | Petras Griškevičius                  | Cap del Consell Suprem | 18 de febrer de 1974   | 14 de novembre de 1987 | LKP    |
| 11. (3.)   | Ringaudas Songaila                   | Cap del Consell Suprem | 14 de novembre de 1987 | 19 d'octubre de 1988   | LKP    |
| 12. (4.)   | Algirdas Brazauskas (Primer mandat)  | Cap del Consell Suprem | 19 d'octubre de 1988   | 11 de març de 1990     | LKP    |
| 13. (5.)   | Vytautas Landsbergis (Primer mandat) | Cap del Consell Suprem | 11 de març de 1990     | 26 de desembre de 1991 | TS     |

## Presidents de la Segona República (1991-actualitat)
| No.      | Nom                                 | Títol                            | Inici                  | Fi                     | Partit  |
| -------- | ----------------------------------- | -------------------------------- | ---------------------- | ---------------------- | ------- |
| 13. (1.) | Vytautas Landsbergis (Segon mandat) | President Provisional            | 26 de desembre de 1991 | 25 de novembre de 1992 | TS      |
| 14. (2.) | Algirdas Brazauskas (Segon mandat)  | President de la República        | 25 de novembre de 1992 | 25 de febrer de 1998   | LSDP    |
| 15. (3.) | Valdas Adamkus (Primer mandat)      | President de la República        | 25 de febrer de 1998   | 25 de febrer de 2003   | Cap     |
| 16. (4.) | Rolandas Paksas                     | President de la República        | 25 de febrer de 2003   | 6 d'abril de 2004      | TT      |
| 17. (5.) | Artūras Paulauskas                  | President Interí de la República | 6 d'abril de 2004      | 12 de juliol de 2004   | NS (SL) |
| 18. (6.) | Valdas Adamkus (Segon mandat)       | President de la República        | 12 de juliol de 2004   | 12 de juliol de 2009   | Cap     |
| 19. (7.) | Dalia Grybauskaitė (dos mandats)    | Presidenta de la República       | 12 de juliol de 2009   | 19 de juliol de 2019   | Cap     |
| 20. (8.) | Gitanas Nausėda                     | President de la República        | 19 de juliol de 2019   | actualitat             | Cap     |

La Bandera de la Segona República (1991-2004)

La Bandera actual

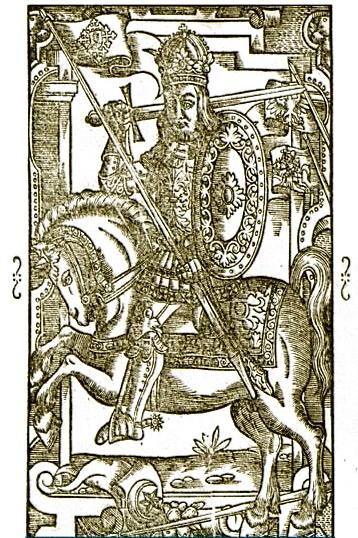
Mendog 1246-1254, 1254-1258
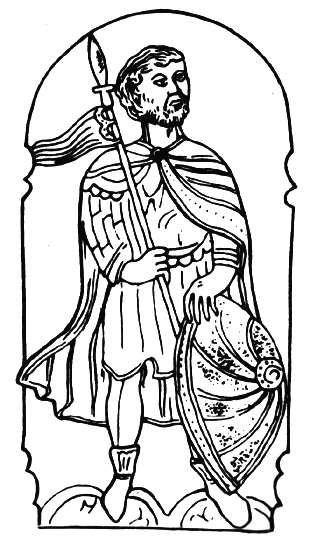
Wojszwiłk 1254, 1258-1263
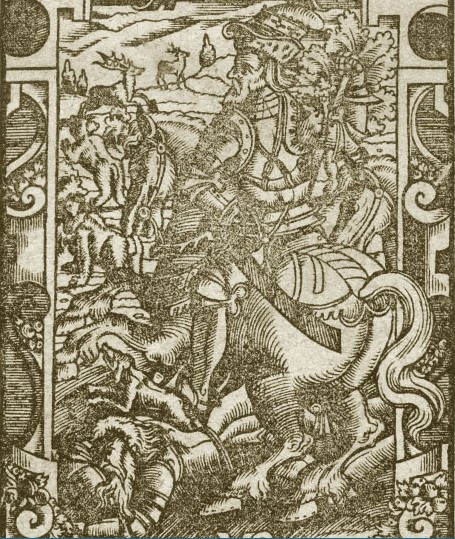
Treniota 1263-1264
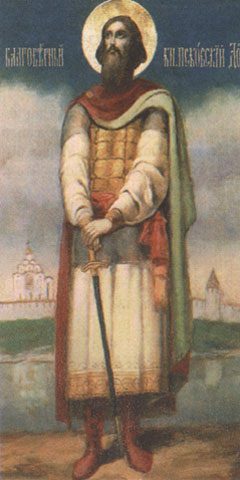
Dowmunt 1281-1285
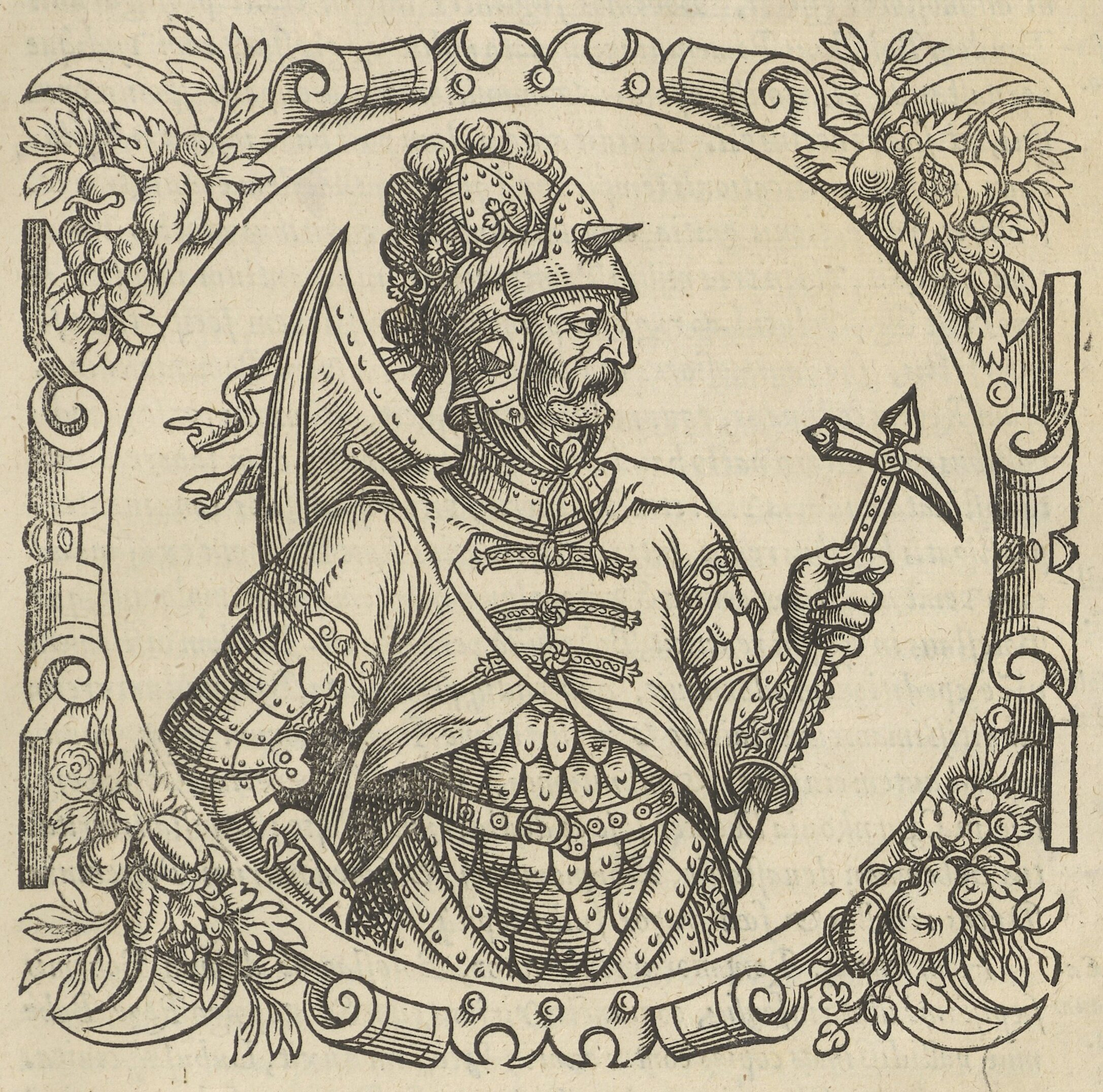
Witenes 1293-1316
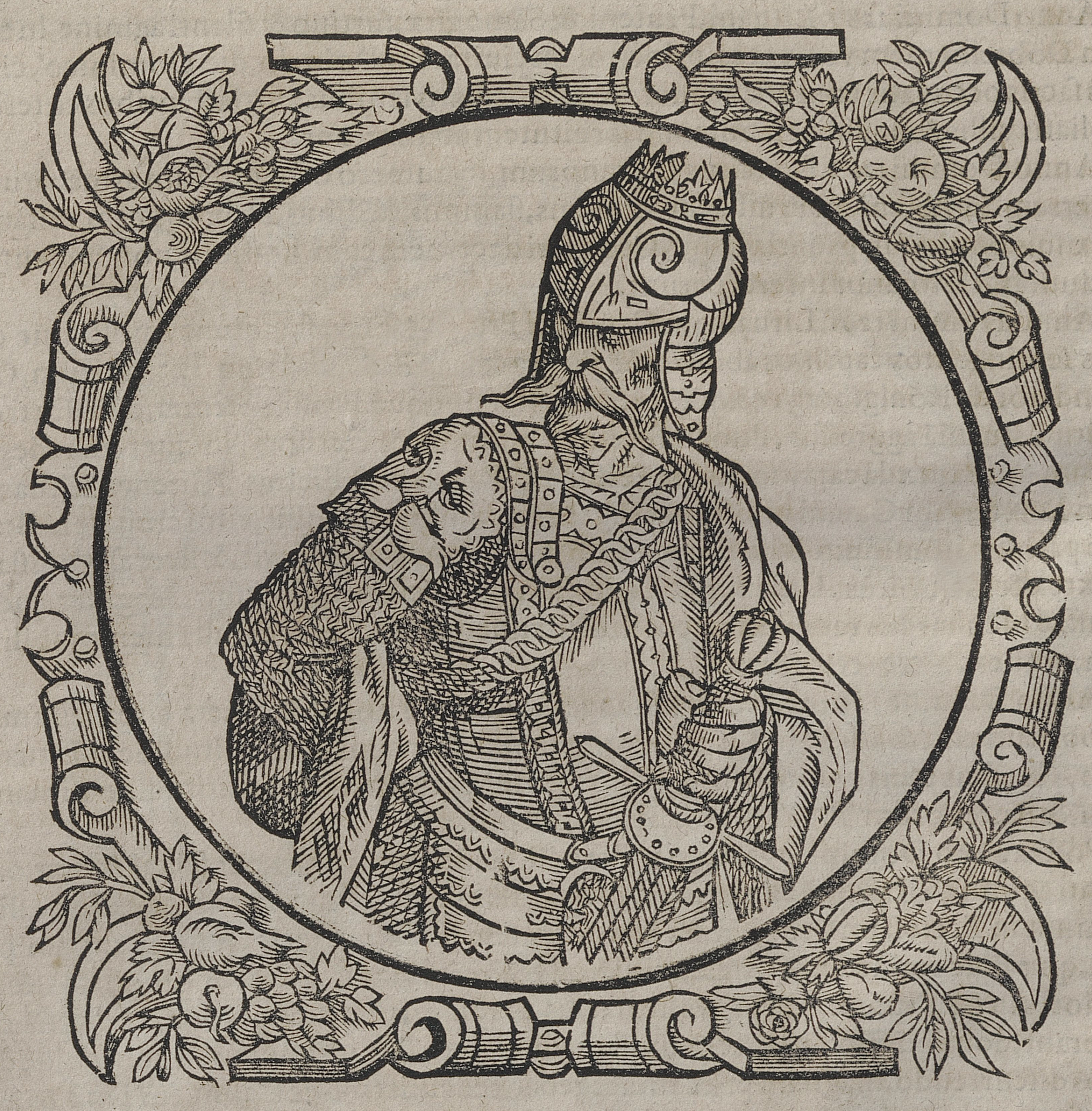
Giedymin 1316-1341
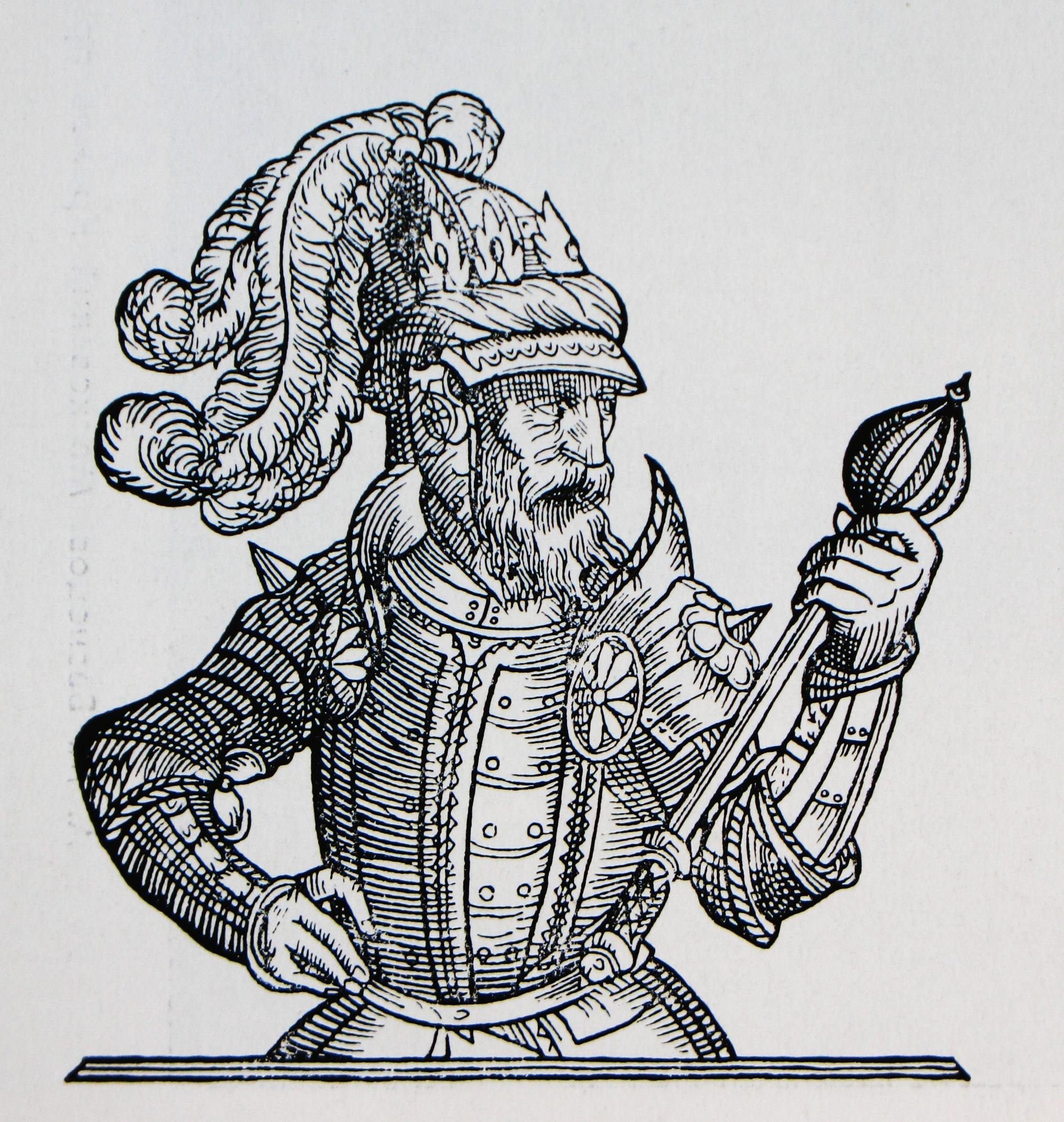
Olgierd 1345-1377
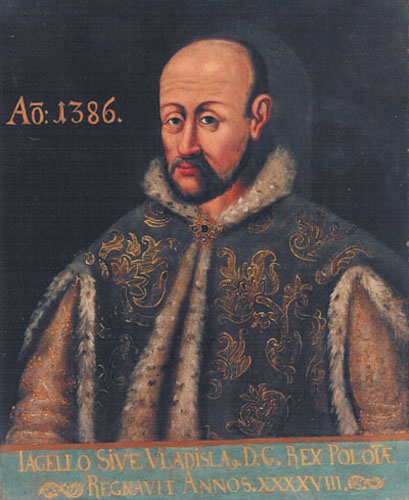
Władysław II Jagiełło 1377-1381, 1382-1392
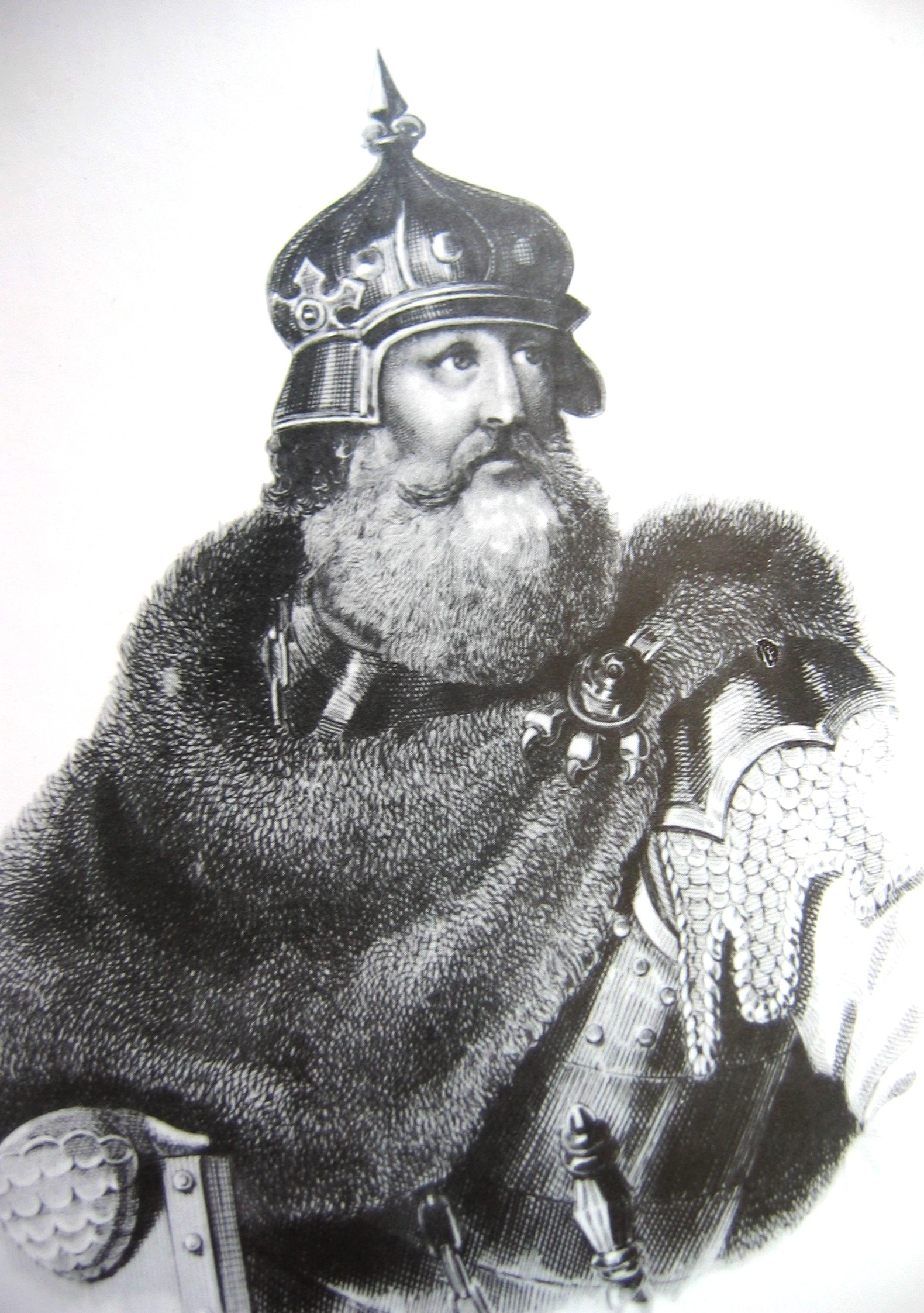
Kiejstut 1381-1382
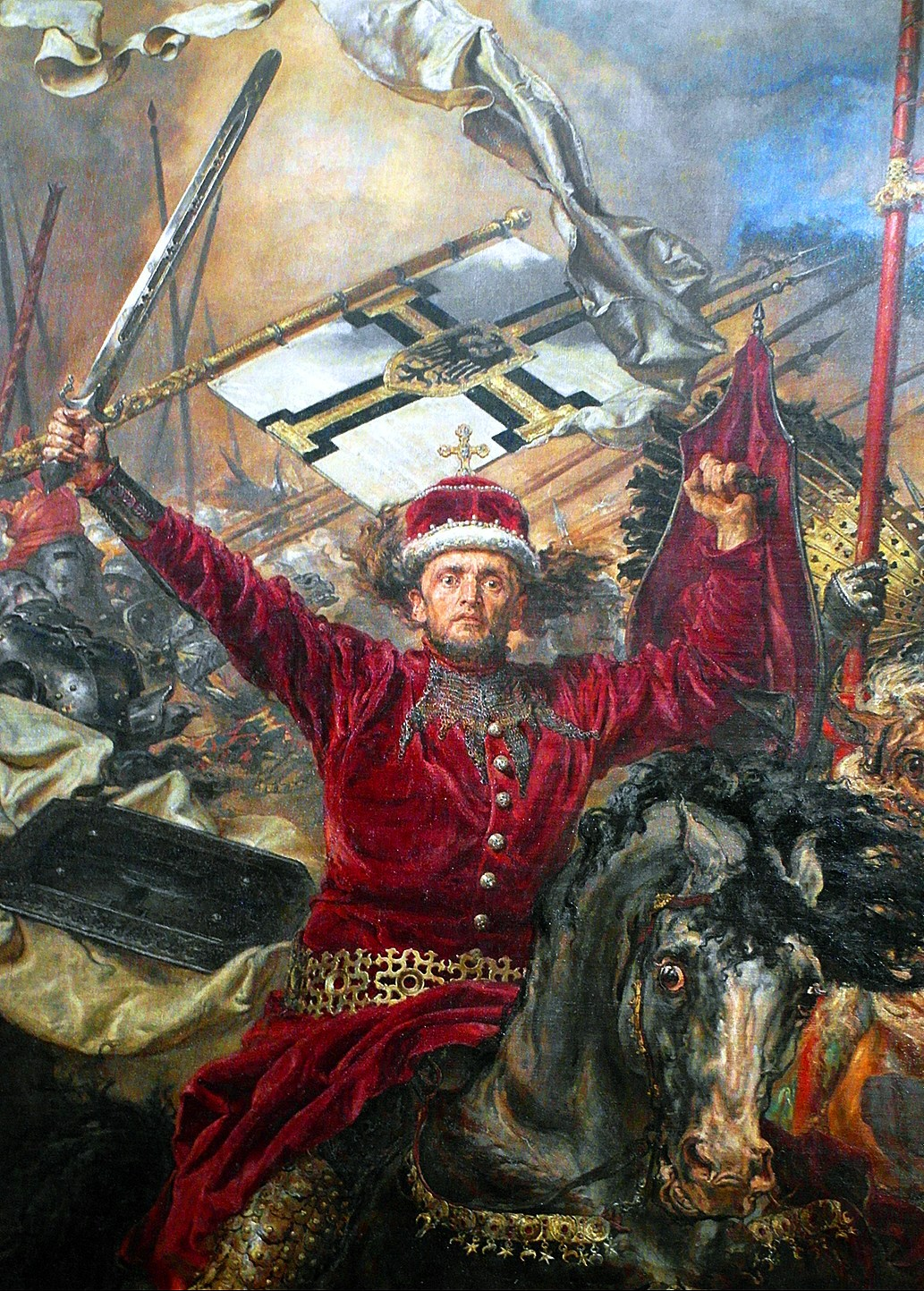
Witold 1392-1430
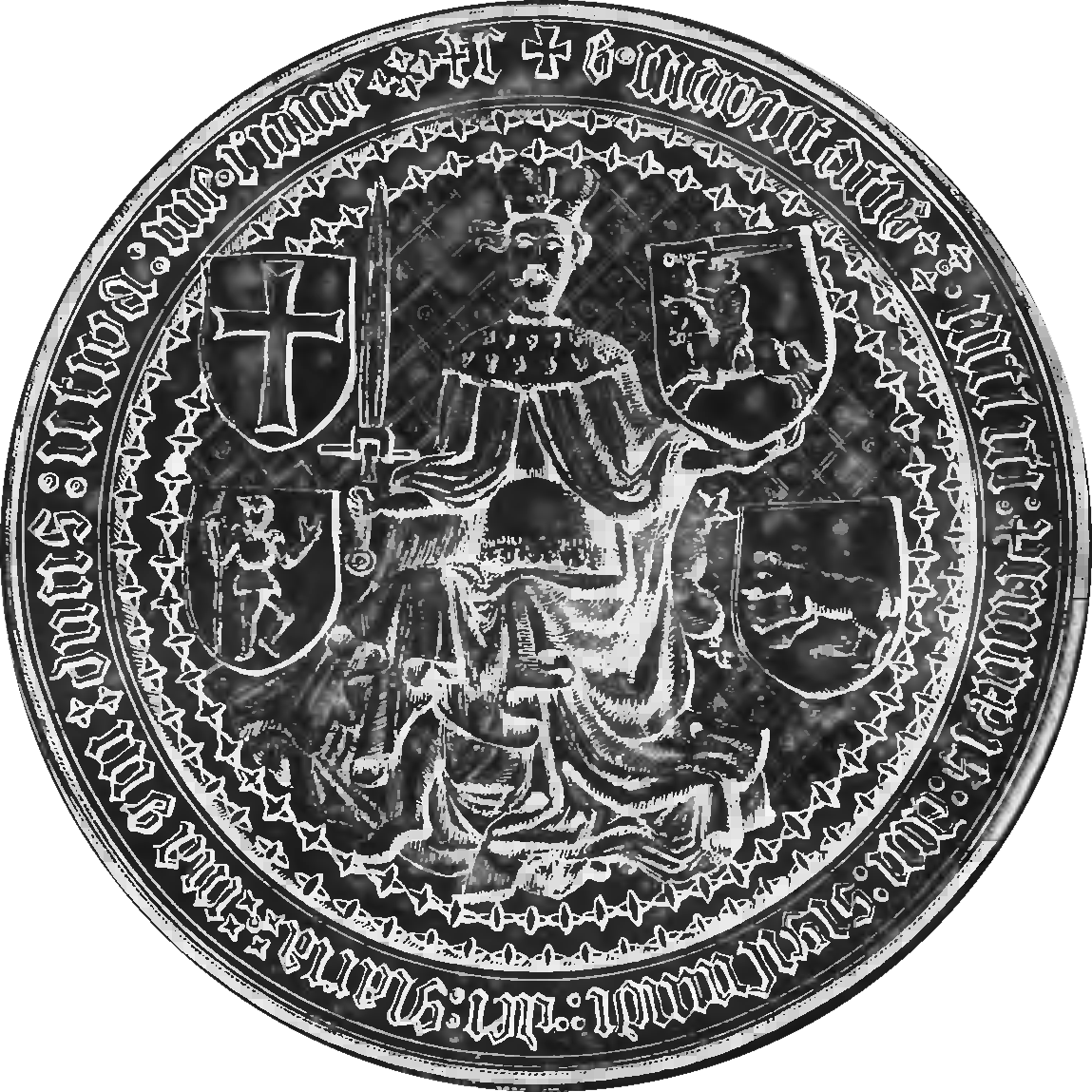
Zygmunt Kiejstutowicz 1432-1440
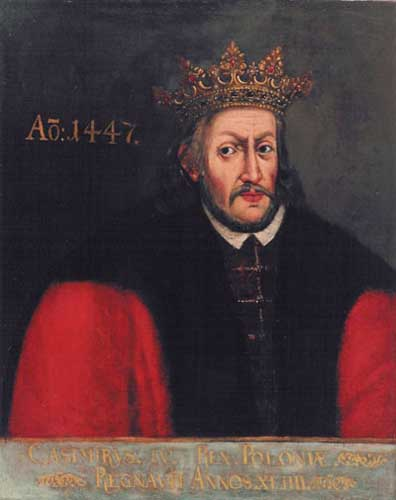
Kazimierz IV Jagiellończyk 1440-1492
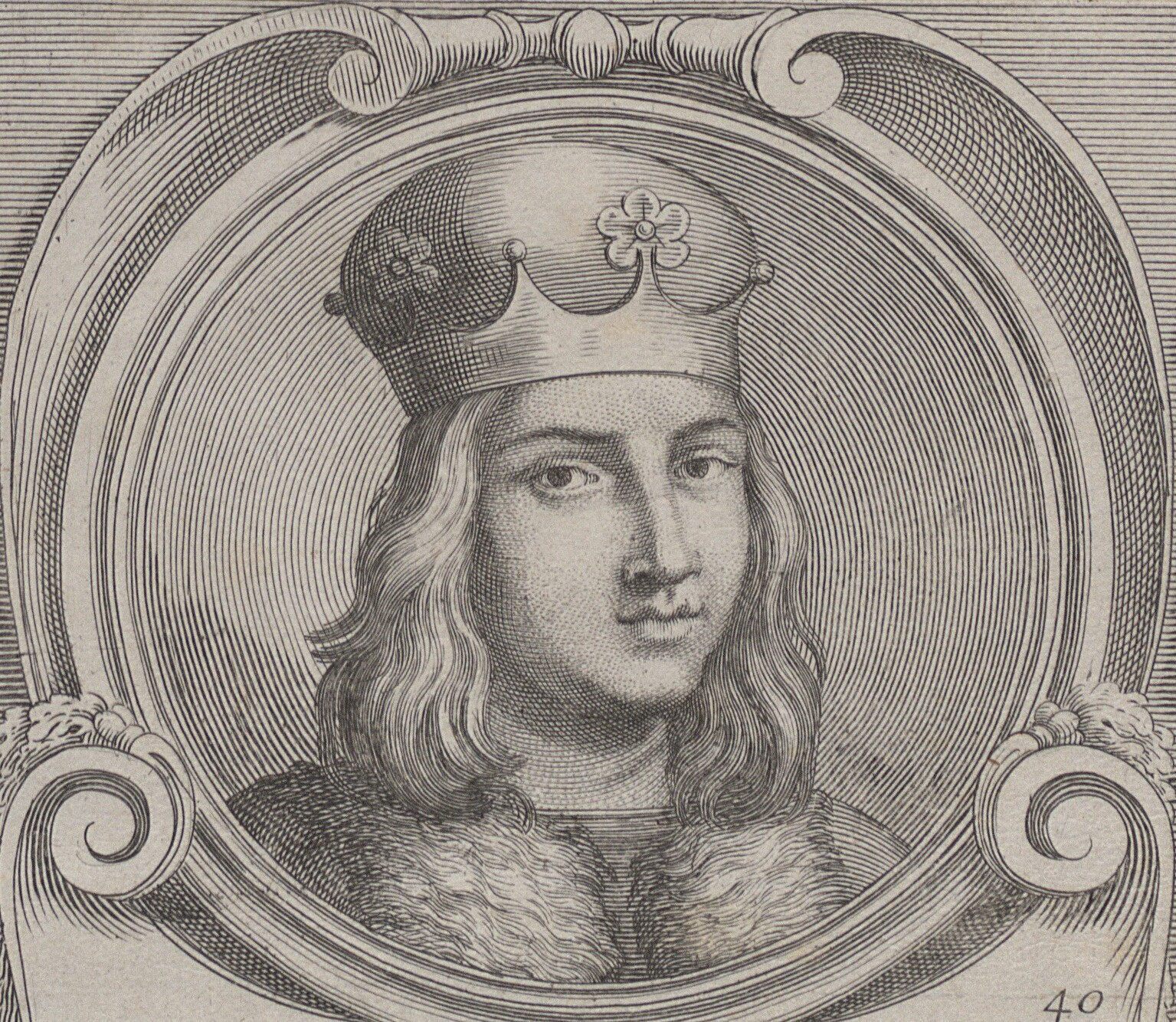
Aleksander Jagiellończyk 1492 – 1506
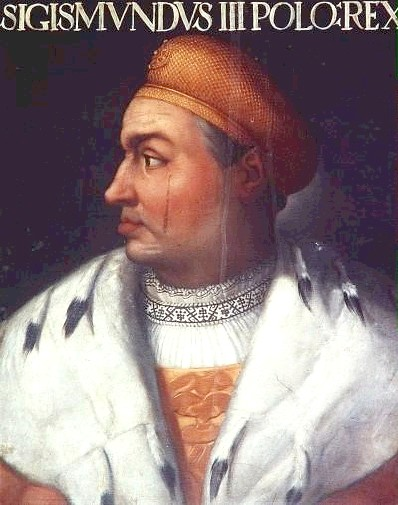
Zygmunt I Stary 1505 – 1548
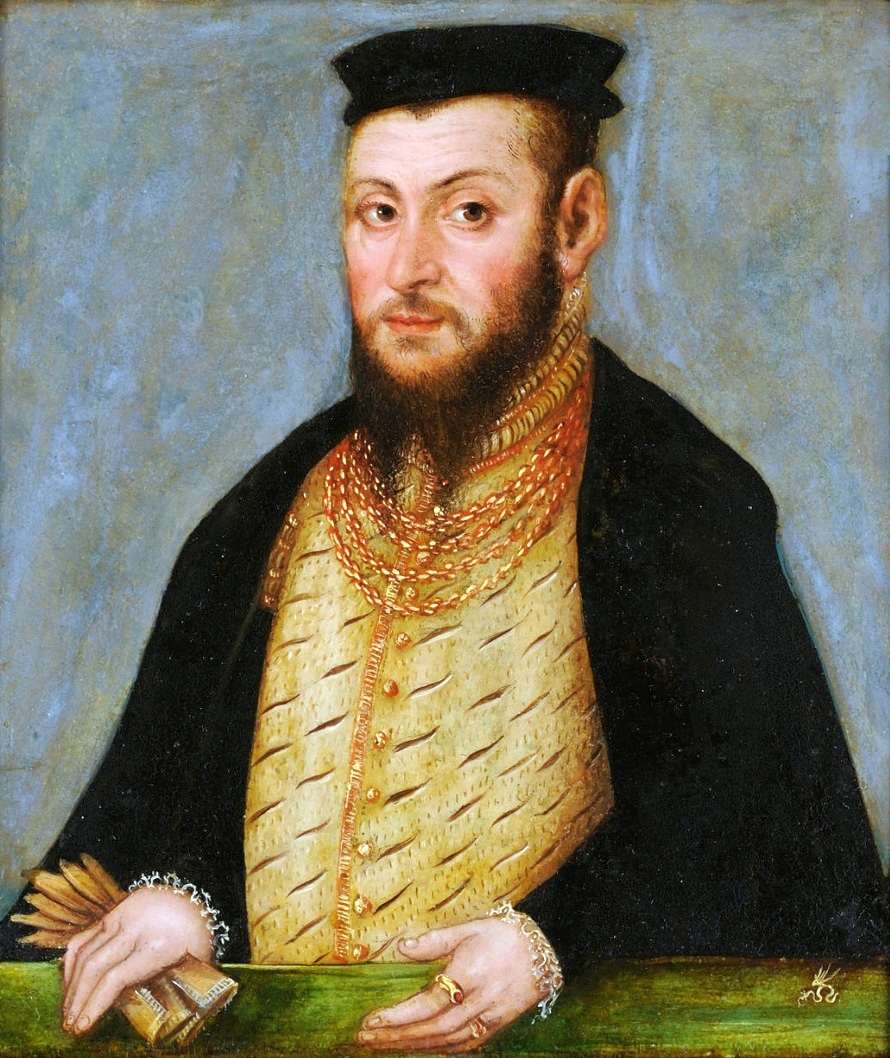
Zygmunt II August 1545 (crowned 1530)–1572
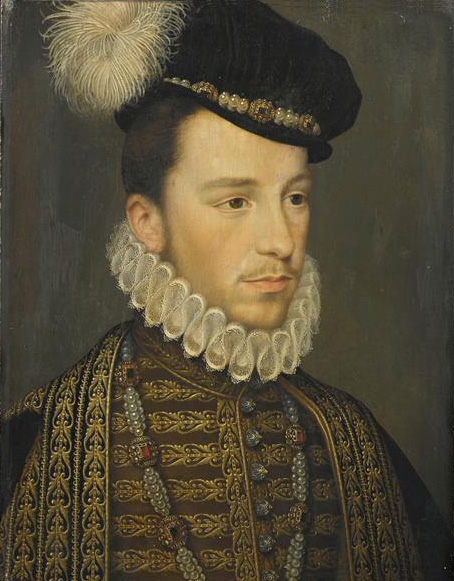
Henryk III Walezy 1573-1574
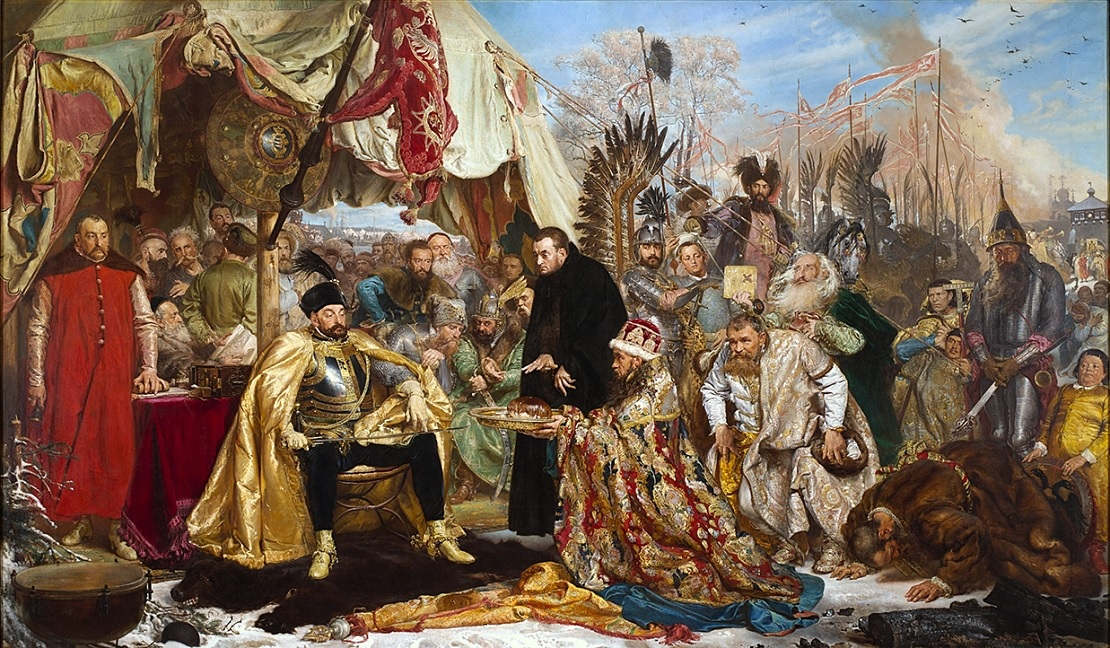
Stefan Batory 1576-1586
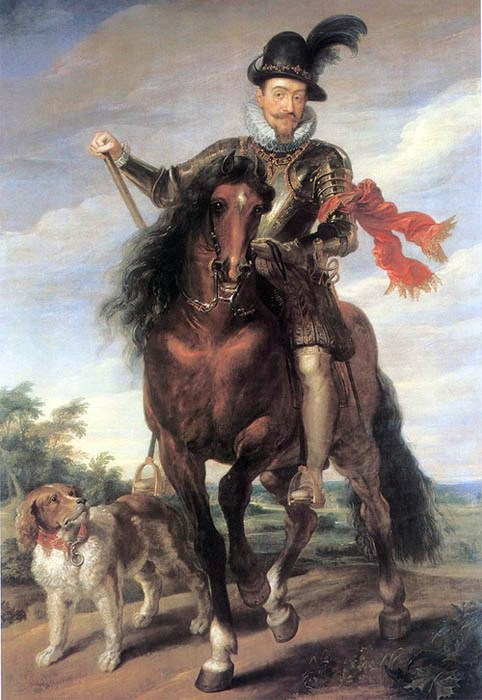
Zygmunt III Waza 1587-1632
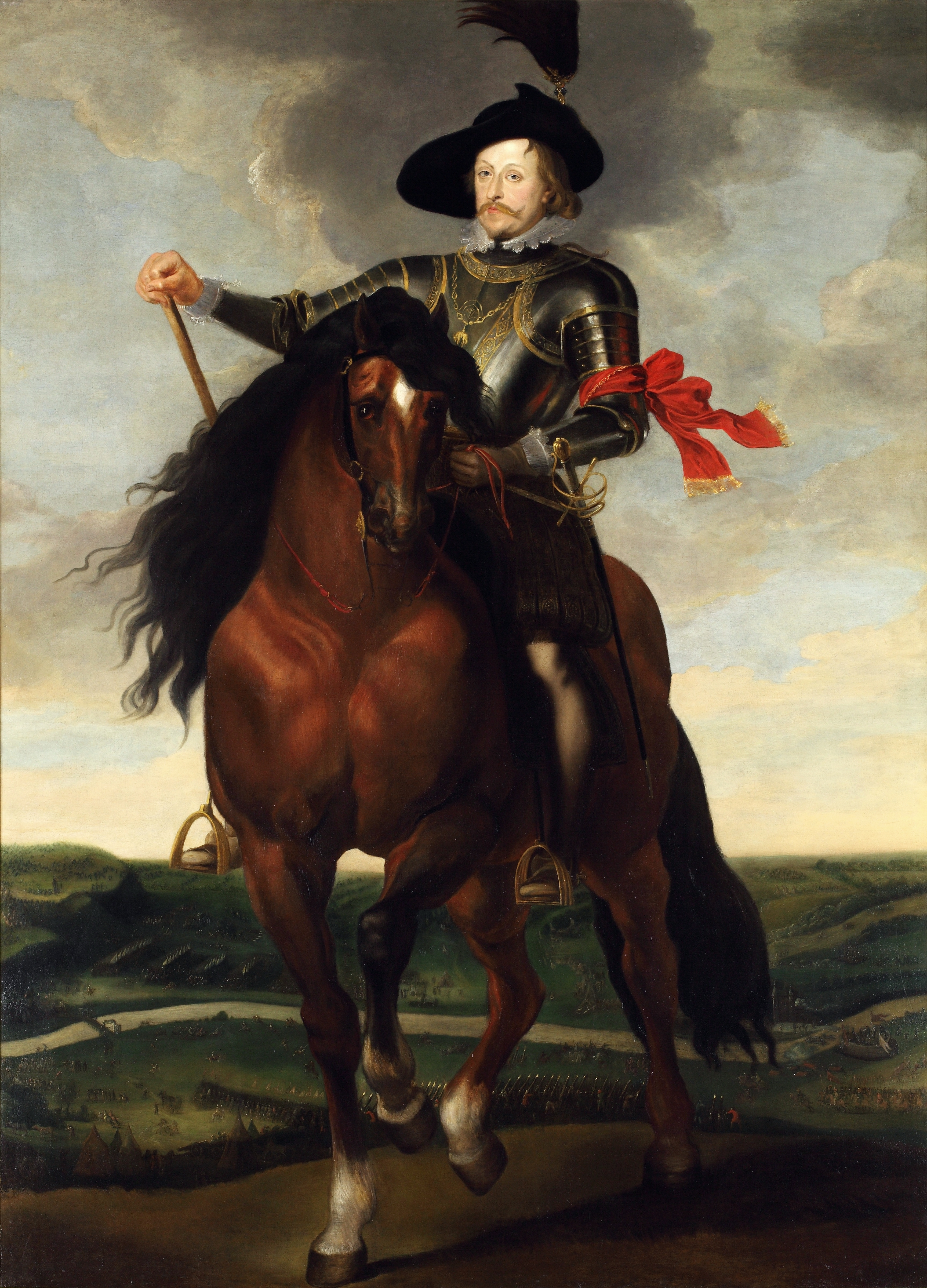
Władysław IV Waza 1632-1648
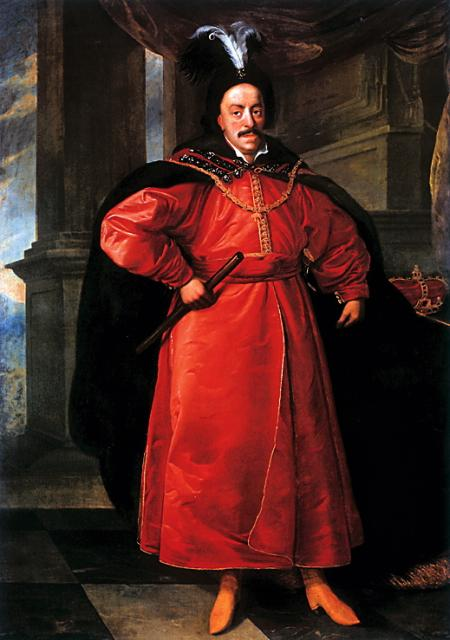
Jan II Kazimierz Waza 1648-1668
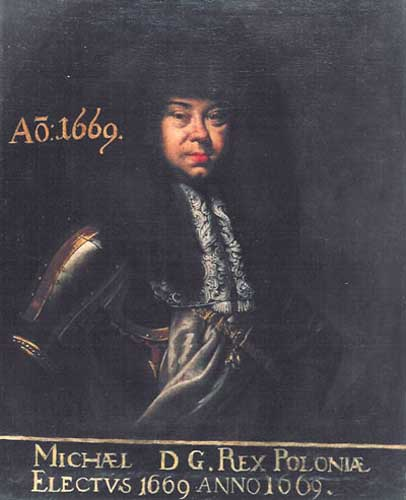
Michał Korybut Wiśniowiecki 1669-1673
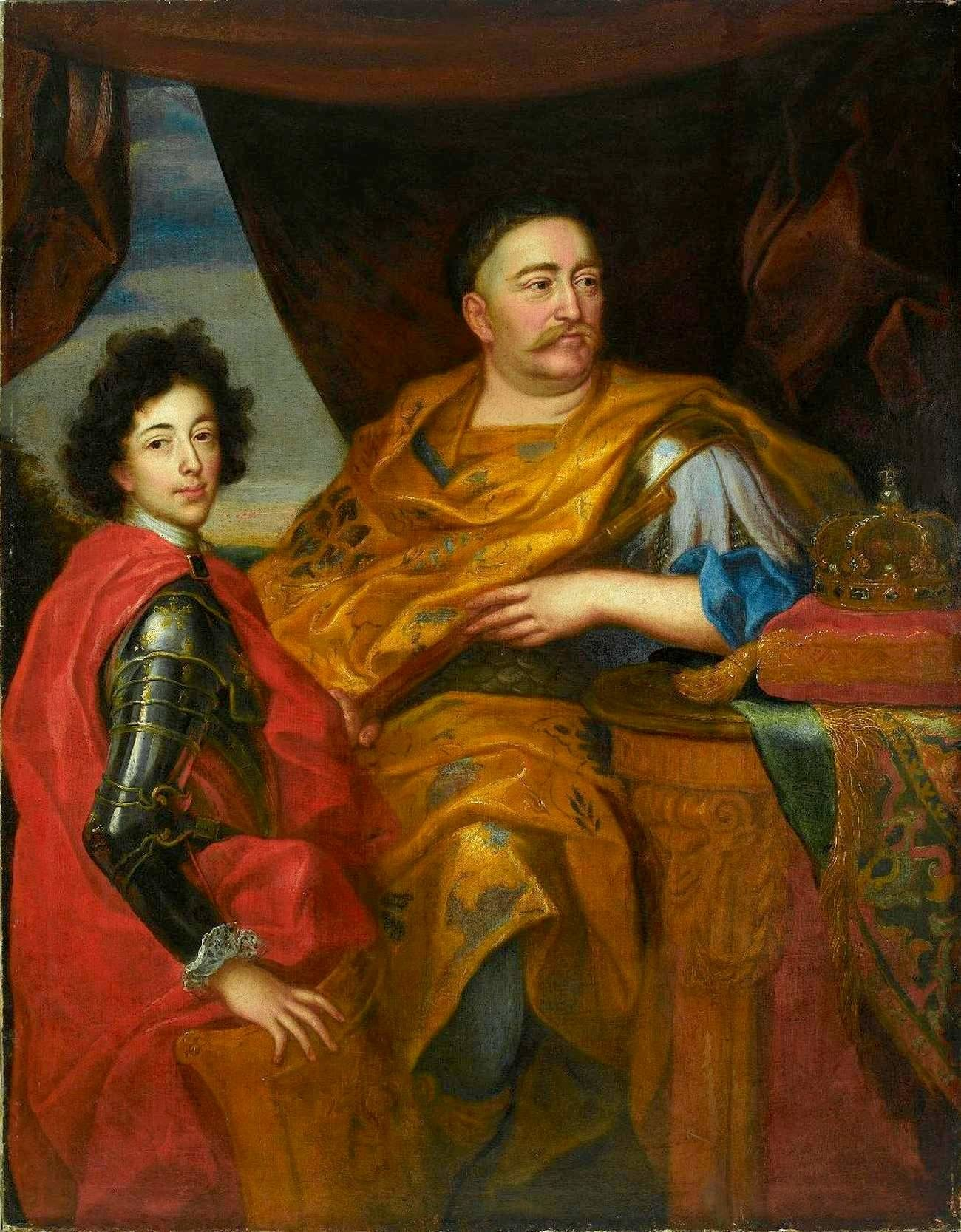
Jan III Sobieski 1674-1696
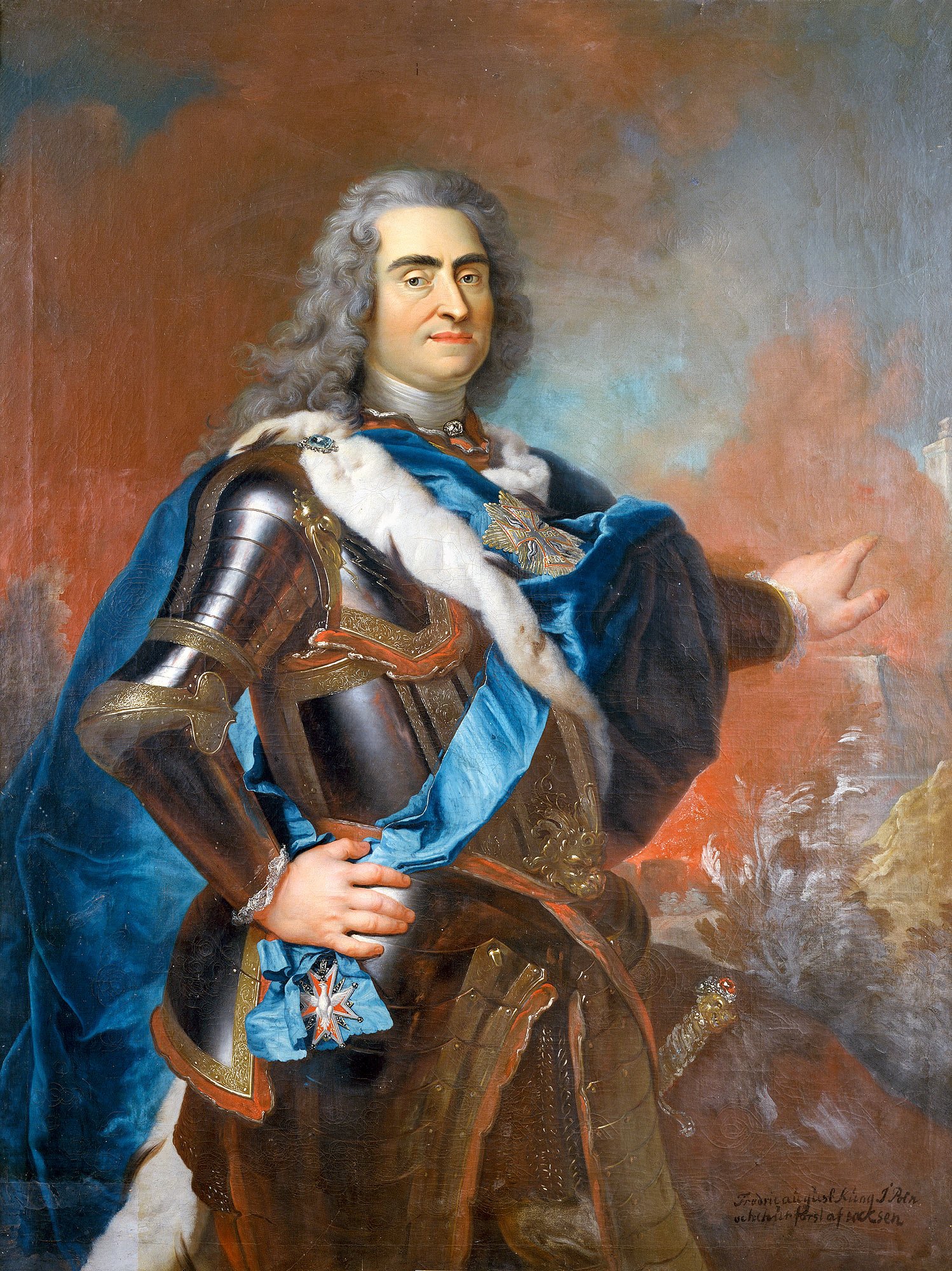
August II Mocny 1697 – 1706, 1709-1733
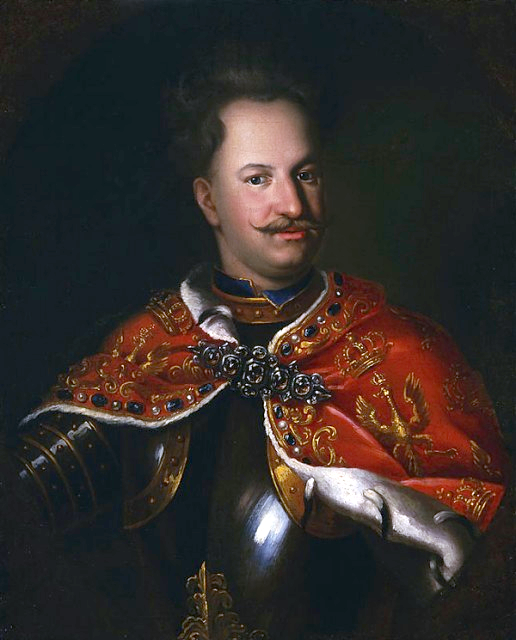
Stanisław Leszczyński 1704–1709, 1733 – 1736
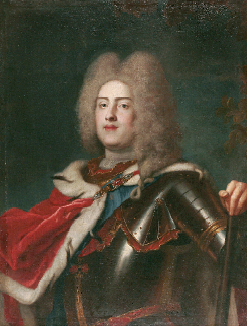
August III Sas 1733-1763
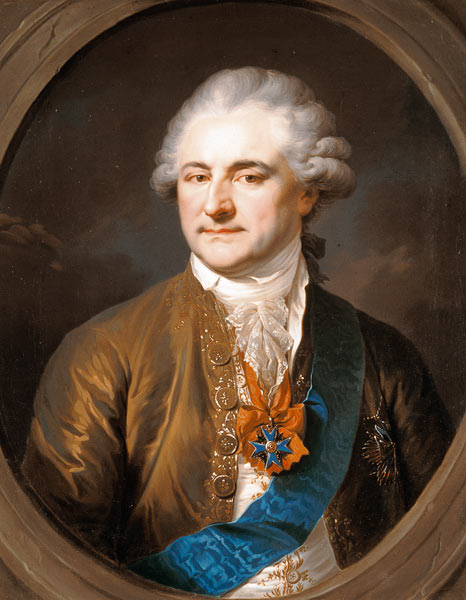
Stanisław August Poniatowski 1764-1795
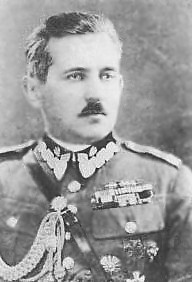
Stanisław Bułak-Bałachowicz 1920
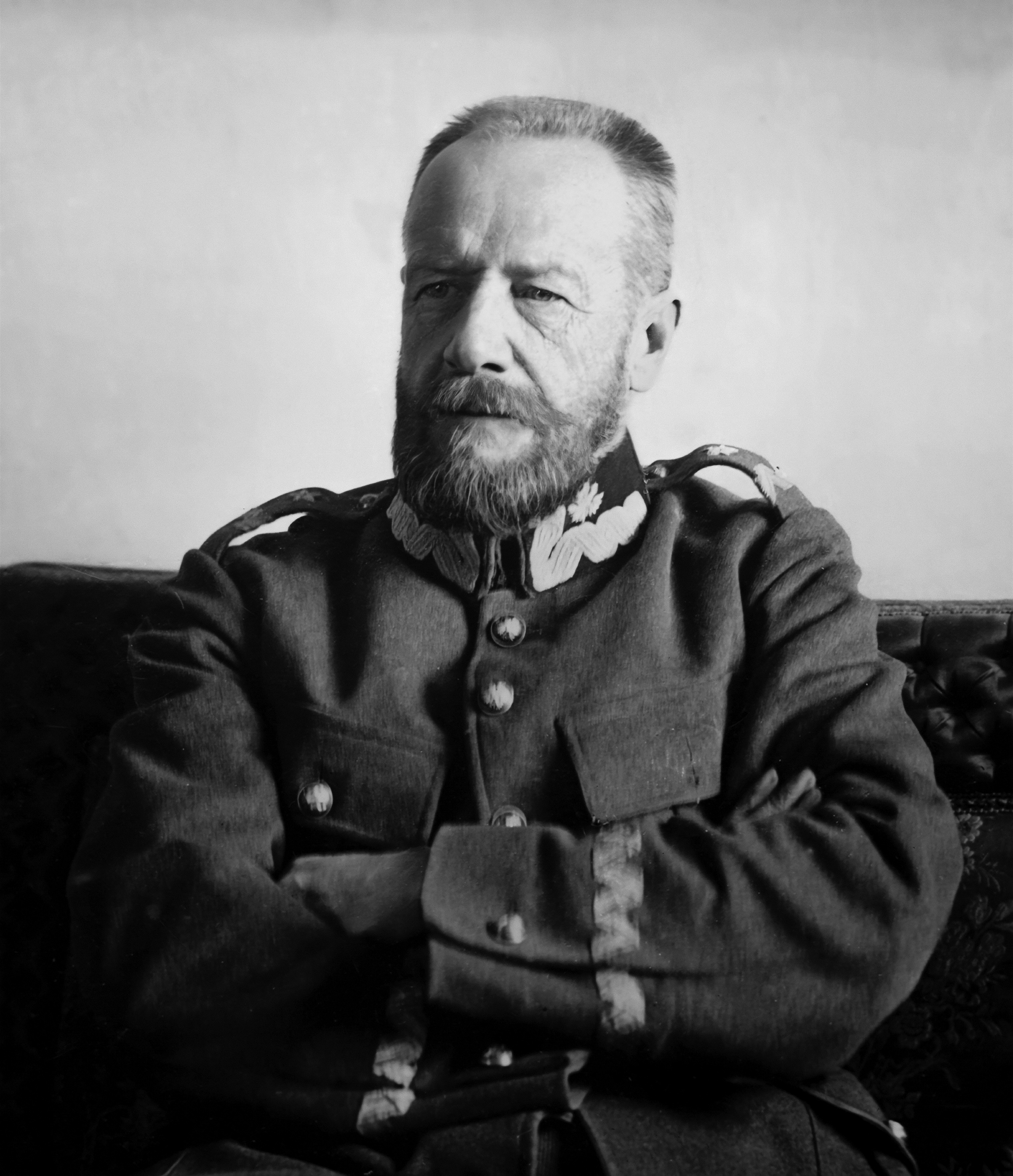
Lucjan Żeligowski 1920-1921